# Gógl Árpád
Gógl Árpád József (Komló, 1939. április 7. –) magyar orvos, belgyógyász, farmakológus, politikus, egykori egészségügyi miniszter, országgyűlési képviselő.

## Tanulmányai
1957-ben érettségizett a pécsi Nagy Lajos Gimnáziumban, utána felvették a Pécsi Orvostudományi Egyetemre. 1963-ban szerzett általános orvosi diplomát.

## Orvosi pályafutása
A diploma megszerzése után az egyetem I. Számú Belgyógyászati Klinikáján helyezkedett el gyakornokként. 1968 és 1973 között a hematológiai, 1970 és 1974 között a gasztroenterológiai munkacsoportban dolgozott. 1973 és 1979 között a klinika tudományos főmunkatársa, a klinikai farmakológiai részleg vezetője volt. 1979-ben átment a Fejér Megyei Kórház (ma Fejér Vármegyei Szent György Egyetemi Oktató Kórház) belgyógyászati osztályára, ahol az osztály vezető főorvosa lett. 1968-ban belgyógyász, 1979-ben klinikai farmakológus, 1994-ben gasztroenterológus szakvizsgát tett. Több tudományos társaság tagja, vezetője, például 1978 és 1992 között a Magyar Gasztroenterológiai Társaság titkára volt, 1992-ben a hepatológiai szekció elnökévé választották. 1983 és 1996 között a Veszprémi Akadémiai Bizottság hematológiai-onkológiai munkabizottságának elnöke, valamint 1993 és 1998 között a Gasztroenterológiai Szakmai Kollégium elnöke volt.
1985-ben a SOTE címzetes egyetemi docense lett, ill. 1997 és 2000 között az MTA közgyűlési képviselője volt.

## Közéleti pályafutása
1968 és 1989 között az MSZMP tagja volt, párttisztséget nem viselt. A közéletbe 1994-ben tért vissza, amikor megválasztották a Magyar Orvosi Kamara elnökévé. Ugyanebben az évben a Fidesz országgyűlési képviselőjelöltje is volt. Nem sokkal később a pártba is belépett. Az 1998-as országgyűlési választáson pártja országos listájáról szerzett mandátumot.
Orbán Viktor akkori miniszterelnök kormányának egészségügy-minisztere lett, a kórházi állásáról és kamarai elnökségéről lemondott. Posztját 2000. december 31-éig viselte, amikor kérte nyugdíjazását. Lemondása után az Országgyűlés külügyi bizottságának tagja lett.
A 2002-es országgyűlési választáson Székesfehérvárott egyéni mandátumot szerzett. A külügyi és az egészségügyi bizottság tagja volt. Ugyanebben az évben, az önkormányzati választásokon pártja polgármester-jelöltje volt, alulmaradt a szocialista Warvasovszky Tihamérrel szemben, viszont bejutott a helyi önkormányzatba, amelynek 2006-ig tagja volt. 2003-ban a párt székesfehérvári elnökévé választották.
A 2006-os országgyűlési választáson újraválasztották egyéni választókerületében. Ebben a ciklusban a külügyi és határon túli magyarok bizottságának, illetve a fogyasztóvédelmi, valamint a kutatási és innovációs eseti bizottság tagjaként dolgozott. A 2010-es országgyűlési választáson nem indult.

## Családja
Nős, első házasságából egy gyermeke született. A második felesége közjegyző, két közös gyermekük van.

## Díjak, elismerések
- PhD (1997)
- Romhányi György-díj (1999)
- A Massachusettsi Egyetem díszdoktora (2000)
- A Magyar Érdemrend középkeresztje (2014)